# 2004年11月

## 11月30日
- 创维集团董事长黄宏生被香港廉政公署拘捕。北京青年报
- 11月28日－11月30日－中国国务院总理温家宝对老挝进行国事访问，出席在万象举行的第六次中日韩领导人会议、第八次中国与东盟领导人会议（10+1）和东盟与中日韩领导人会议（10+3）。

## 11月29日
- 来自东盟十国的领导人在老挝首都万象举行第十次首脑会议，讨论如何通过促进团结、经济一体化和社会进步来增强东盟大家庭的安全和活力。新华网（页面存档备份，存于）

## 11月28日
- 全国青少年网络协会正式推出《绿色游戏推荐标准》。该标准通过12项指标，将游戏分为适合全年龄段、初中生年龄段、高中生年龄段、18岁以上年龄段和危险级共5个等级。

## 11月26日
- 海口市长陈成出任海南省副省长。（页面存档备份，存于）

## 11月25日
- 日本千叶地方法院认定日本首相小泉纯一郎是以公职身份参拜靖国神社的。千龙

## 11月24日
- 2004年乌克兰总统选举中，现任总理亚努科维奇在第二轮选举中当选新总统。但反对派候选人尤先科以大选存在舞弊为由拒绝承认选举结果，并组织支持者举行大规模抗议集会。

## 11月23日
- 11月11日－11月23日－中国国家主席胡锦涛对巴西、阿根廷、智利和古巴四国进行国事访问，并出席了在智利首都圣地亚哥举行的亚太经合组织第12次领导人非正式会议。

## 11月22日
- 2004年乌克兰总统选举第二轮投票的计票工作已完成98.24%，现任政府总理，亲俄候选人亚努科维奇的得票率领先亲西方候选人尤申科。国际在线（页面存档备份，存于） 俄罗斯总统普京已祝贺亚努科维奇当选。但美国及欧盟方面认为投票不公正，有严重造假现象，乌克兰国内也有首都基辅、利沃夫等五个主要城市的政府拒绝接受选举结果，认为反对派候选人尤申科为真正的胜者。目前有几十万人在基辅进行示威，并包围了总统府，尤申科本人也已进行了象征性的宣誓就职典礼。
- 伊朗政府宣布，根据伊朗与法德英3国达成的协议，伊朗已中止了与铀浓缩有关的一切活动。

## 11月21日
- 北京时间8时21分，上海东方航空公司云南分公司的CRJ200型客机包头飞往上海的MU5210航班在内蒙古包头起飞后坠毁，机上全部53人及地面2人遇难。
- 纳米比亚选举委员会宣布，自独立以来一直执政的西南非洲人民组织15日和16日的大选中以压倒性优势获得胜利。国际在线（页面存档备份，存于）
- 新加坡人民行动党成立50周年。

## 11月20日
- 巴勒斯坦民族权力机构主席选举候选人登记工作开始。新浪网（页面存档备份，存于）

## 11月18日
- 中国在西昌卫星发射中心用长征二号丙运载火箭，成功地将“试验卫星二号”送入太空。新华网（页面存档备份，存于）
- 南水北调东线一期工程韩庄运河万年闸泵站开工建设。新华网（页面存档备份，存于）
- 兰州医学院正式并入兰州大学。中广网（页面存档备份，存于）
- 国家环保总局中国环境监测总站公布《2003年城市声环境质量报告》显示，城市区域声环境质量较好、且排在前十名的城市分别是：济南、烟台、银川、西宁、合肥、秦皇岛、宁波、乌鲁木齐、沈阳和桂林。新华网（页面存档备份，存于）

## 11月17日
- 欧洲议会通过投票表决做出决定，继续维持欧盟对中国实施武器禁运的决策。中新网
- 印度总理曼莫漢·辛格对克什米尔印控地区进行为期两天的访问，同时印度军队开始削减驻克什米尔的武装力量，总计有4万印军撤出克什米尔。新浪（页面存档备份，存于）

## 11月16日
- 美国宇航局研制的X-43A超音速实验飞机成功完成了速度为9.8马赫（每小时11260公里）的试验飞行。这一速度创下了新的世界纪录。新华网（页面存档备份，存于）
- 日本首相小泉纯一郎拒绝了普京总统的提议，表示日本不会接受俄罗斯只归还北方四岛中两岛的领土解决方案。广州日报（页面存档备份，存于）

## 11月15日
- 美国国务院宣布，国务卿鲍威尔已经决定辞职。新华网（页面存档备份，存于）
- 韩国总统卢武铉与阿根廷总统签订多项双边协定。新华网

## 11月13日
- 印尼雅加达以东1900公里的努沙登加省阿洛岛发生里氏7.3级地震，目前死亡人数已上升到数十人，上百人受伤。 BBC（页面存档备份，存于）

## 11月12日
- 日本确定进入其领海的一艘不明国籍潜艇为中国核潜艇。日本向中国提出抗议，中国表示不知情需调查。BBC（页面存档备份，存于）
- 阿拉法特灵柩在拉姆安拉下葬上万名巴勒斯坦人参加，场面混乱。BBC（页面存档备份，存于）

## 11月11日
- 微软正在开发的MSN搜索引擎测试版本投入使用。

## 11月10日
- 中国人民解放军海军所属的一艘091型核潜艇从日本南部海域穿越、返回母港，日方派出海上自卫队前往驱逐，即「汉级核潜艇穿越事件（日语：漢級原子力潜水艦領海侵犯事件）」。

## 11月9日
- 美司法部长阿什克罗夫特和商务部长埃文斯辞职。他们成为布什大选获胜后率先退出新权力班子的内阁部长。新华网（页面存档备份，存于）

## 11月8日
- 日本新潟县８日上午１１时１５分再次遭到强烈余震袭击。据日本气象厅说，震源仍是上月曾发生里氏６.８级地震的中越地区，震源很浅。震级推定为里氏５.９级。日本共同通讯社报道，至少8人在余震中受伤。新干线列车暂停
- 在伊拉克临时政府总理阿拉维的授权之下，美军开始猛攻费卢杰。新华网（页面存档备份，存于）

## 11月7日
- 科特迪瓦总统巴博通过国家电视台发表讲话，他呼吁科特迪瓦人保持克制和冷静，立即停止反对法军的暴力示威。央视国际（页面存档备份，存于）
- 伊拉克宣布国家进入紧急状态。CNN（页面存档备份，存于）
- 据英国《泰晤士报》报道，4日公布的全球大学最新排行榜表明，有40位教师获得过诺贝尔奖的哈佛大学成为世界最著名的大学，得分遥遥领先；名列第二的加利福尼亚大学伯克利分校得分880.2，比哈佛少120分。亚洲大学中东京大学最靠前，在十二位上，而北京大学名列亚洲第二、全球第十七。新华社北京11月6日

## 11月6日
- 台北舉辦第二屆同性戀大遊行，遊行主題是「喚起公民意識」，遊行路線從中正紀念堂開始，行經凱達格蘭大道、二二八和平公園及衡陽路，到達西門町的紅樓戲院廣場，總計超過3000人參加這個活動。聯合新聞網（页面存档备份，存于）
- 联合国通过制裁科特迪瓦决议。

## 11月5日
- 由中国中央电视台（CCTV）组织，100多位专家组成评审团，根据国家统计局资料，并委托国家经济调查中心发问卷调查，从288中国城市中评出10个最具经济活力城市，和4个单项最佳，它们为：杭州（同时被评为应急能力最佳城市）； 无锡（同时被评为最受农民工欢迎城市）； 青岛（同时被评为最受企业家欢迎城市）； 大连（同时被评为最受当地人民喜爱城市）； 沈阳；苏州；东莞；成都；温州和深圳。中国 中央电视台 CCTV（页面存档备份，存于）
- 俄罗斯总统普京在《京都议定书》上签字。

## 11月4日
- 台灣高等法院在經過包含驗票及審理共計七個多月的程序之後，就2004年中華民國總統大選當選無效之訴作出判決，原告連戰、宋楚瑜敗訴，這份判決的判決書達400餘頁，附件更高達3500餘頁。被告陳水扁總統呼籲原告接受判決結果，促進國家團結。原告方面則表示將上訴到底。聯合新聞網（页面存档备份，存于）
- 著名商业杂志《福布斯》在北京公布了2004福布斯大陆富豪榜，荣智健家族以控股中信泰富14.9亿美元荣登榜首。三湘都市报
- 2004年世界工程师大会在上海开幕。
- 阿拉法特病情突然恶化，曾一度传出已经去世。

## 11月3日

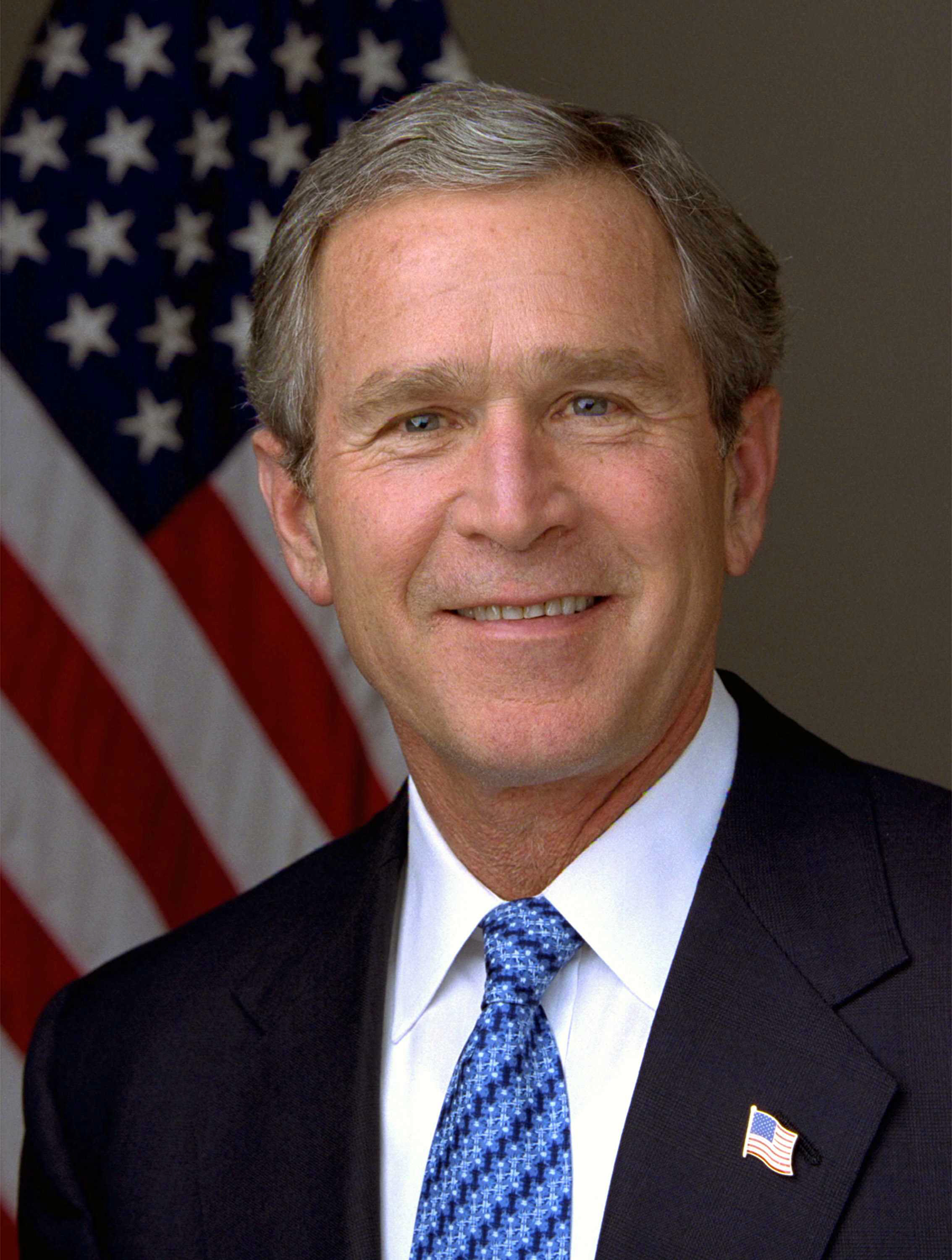
美國總統小布希當選連任

- 2004年美国总统选举结果出炉，乔治·W·布什获得连任。
- 哈米德·卡尔扎伊当选阿富汗总统。

## 11月2日
- 联合国安理会本月主席，美国常驻联合国代表丹福斯宣读了一份安理会主席声明，敦促几内亚比绍各派别停止武装冲突，通过合作推动政治进程。大公报
- 联合国秘书长安南向联合国大会负责预算的第５委员会提交报告，要求批准其旨在全面加强联合国系统安全保卫工作的9700万美元的计划。大公报[]
- 2004年美国总统选举开始投票。

## 11月1日
- 空中客车公司在珠海航展上宣布，该公司将于2005年在中国成立空中客车飞机研发中心，到2008年之前将招收200名工程师。新华网 Archive.today的存檔，存档日期2013-04-28
- 2004年度全球城市综合竞争力排名：新加坡位居冠军，香港列第二，台北和上海分别名列第十一和第二十五位，北京名列第三十五位。中国新闻网（页面存档备份，存于）
- 北京奥运新闻中心正式启动。千龙新闻网（页面存档备份，存于）